# Marques en el pelatge del cavall

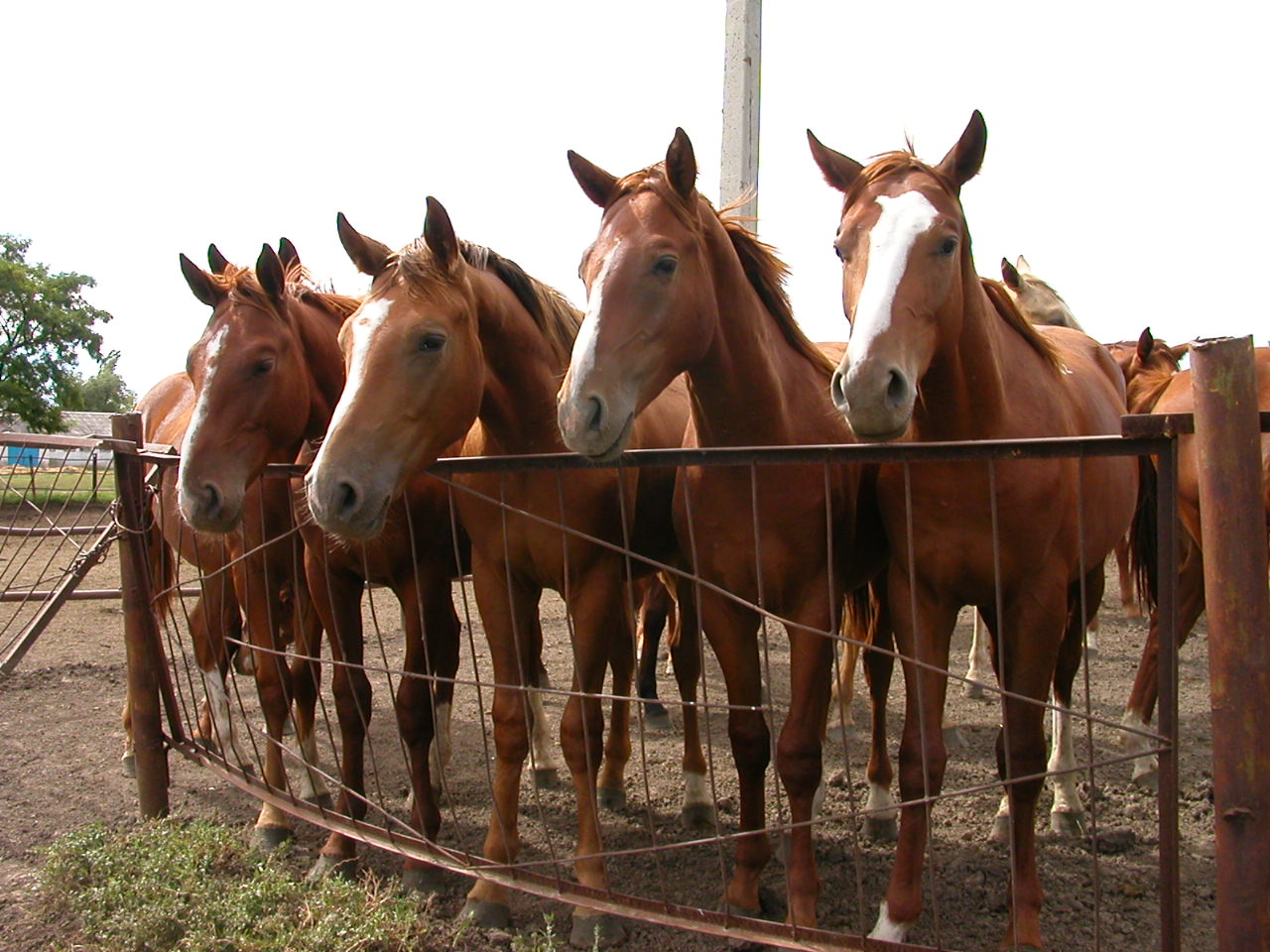
Els quatre cavalls en primer pla són alatzans. La tonalitat dels pelatges és la mateixa però les marques facials diferents permeten identificar-los.

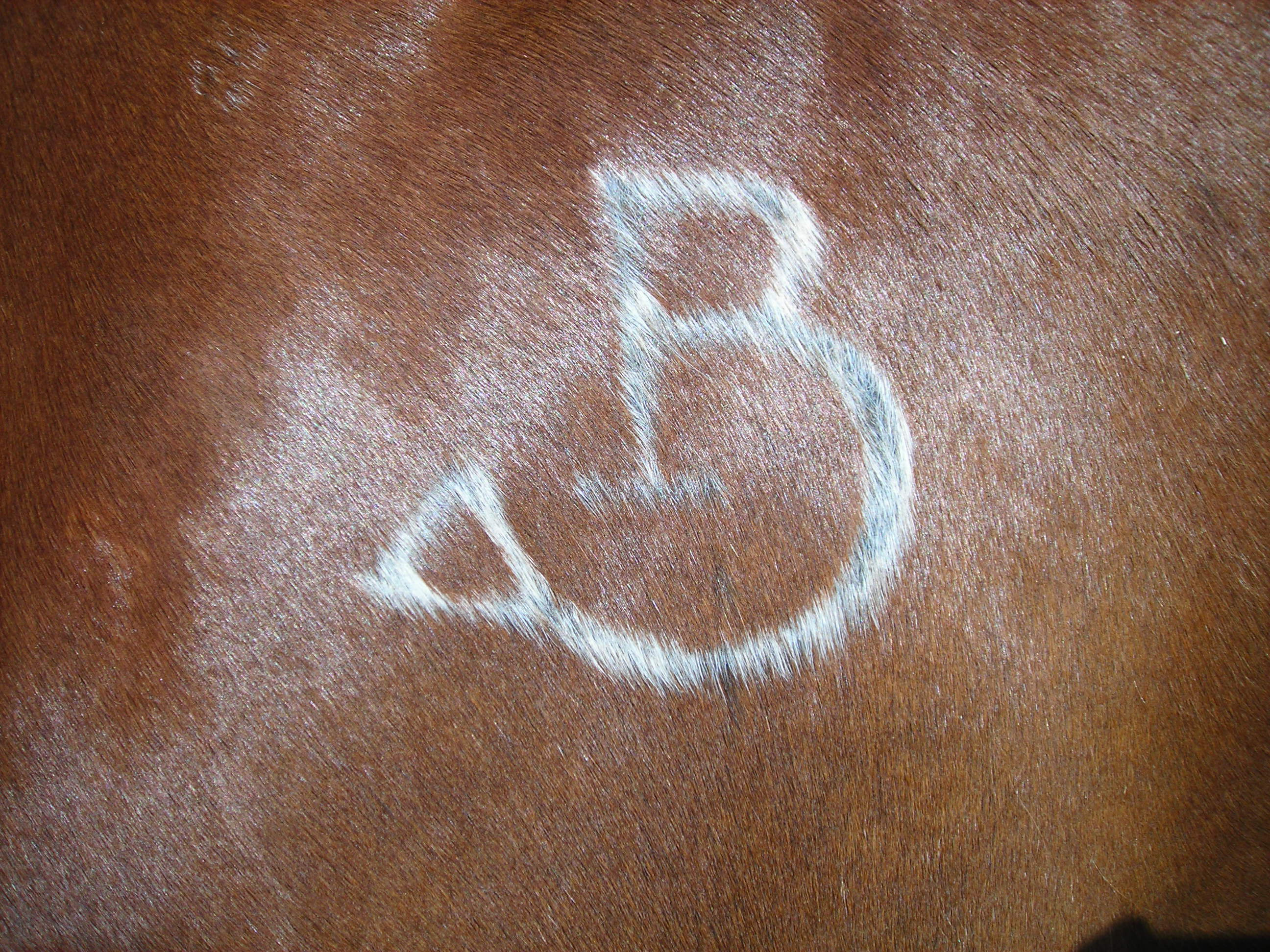
Marca per congelació

Les  Marques en el pelatge del cavall , encara que hi ha  excepcions , i moltes varietats, en general són (les  "marques" ) zones blanques del pelatge sobre una "capa" de color fosc. La majoria dels cavalls solen tenir més d'una marca, que ajuden a identificar el cavall com un individu únic. Les marques estan presents en néixer i no canvien al llarg de la vida del cavall. La majoria de les marques tenen la pell rosada sota dels pèls blancs, encara que algunes marques clares de vegades  "poden tenir els cabells blancs sense pell rosada subjacent" . Les marques poden canviar una mica quan un cavall creix o li cau el seu "abric d'hivern", però la diferència és simplement un factor de longitud del "pèl d'abric", el disseny subjacent no canvia.
En un cavall gris, les marques visibles en néixer poden arribar a no ser visibles quan el cavall es torna blanc amb l'edat, però les marques encara es poden determinar de prop, tallant el pèl del cavall, i a continuació, mullant el pel per veure on la pell és de color rosa o de color negre sota el pel.
Aquest és un article genèric que contempla també les "marques no blanques" així com les causades artificialment, que no es poden definir com  "despigmentació del pèl i de la pell" 

## Marca blanca singular
La  Marca blanca singular  és habitual en cavalls amb pelatges no clapats en forma de taques o marques blanques al cap o als peus que no són produïdes per cap patró clapat. Aquestes taques s'anomenen marques blanques singulars. N'hi ha de dues menes : les marques facials i els bausans. Les marques singulars destaquen més sobre els pelatges foscos però poden trobar-se en qualsevol pelatge. En estar formades per pèls blancs que creixen sobre pell despigmentada, es poden observar en pelatges quasi blancs (crem, perlí…) o blanc-liarts. La pell despigmentada destaca sobre la pell amb pigment, encara que la tonalitat d'aquesta darrera sigui molt clara.

### Marques blanques facials

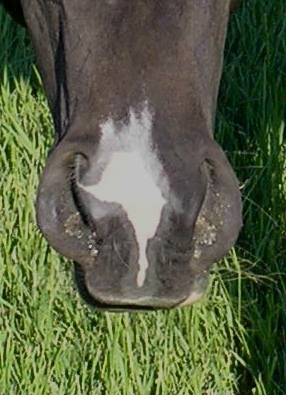
Marca blanca al morro d'un cavall. Es tracta d'una marca irregular i vorejada

Les marques facials se situen a la cara o part frontal del cap d'un cavall. La seva correcta descripció ha d'indicar la forma i la posició de la taca. Si n'hi ha més d'una, també cal indicar-ho. Quan la taca blanca arriba a un ull o l'ultrapassa és fàcil que l'ull esmentat sigui blau (vaire), cosa que no passa sempre.

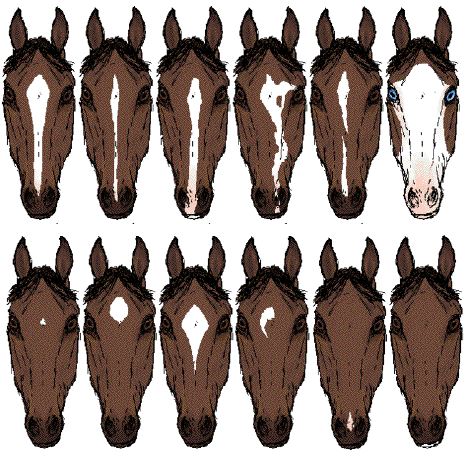
Marques facials.
A dalt d'esquerra a dreta: (Blaze) llista ampla, (Stripe and snip) llista fins al morro, (Irregular blaze) llista irregular, (Interrupted stripe) llista interrompuda, (bald face) cara blanca.
A baix: (Faint star) estel incipient, (Star) estel, (Star and strip) estel i llista, (irregular star) estel irregular, (snip) marca canosa, (lip marking) llavi-blanc

Les marques facials típiques són les següents:
- Blaze. Llista ampla : Marca blanca ampla i allargada en tota la cara del cavall, que pot anar del front fins al morro passant per la testera.
- Lista : Com la "llista ampla" però d'amplària menor.
- Cara blanca o cara bonica : Com una llista molt ampla que inclou el front, els ulls, tota la testera i el morro.
- Estel
- Estel o Miloca
- Marca canosa (en anglès "snip")(?)

Altres aspectes de les taques blanques són:
- que poden ser regulars o irregulars
- que poden ser blanques del tot, amb pèls barrejats a les vores o amb pèls barrejats per tota la taca
- que poden ser vorejades o no; una taca és vorejada quan la zona despigmentada és una mica més petita que la taca i, per contrast, provoca una vora fosca a la taca
- que poden ser despigmentades (marques de carn)

### Marques blanques a les potes: calçats o bausans

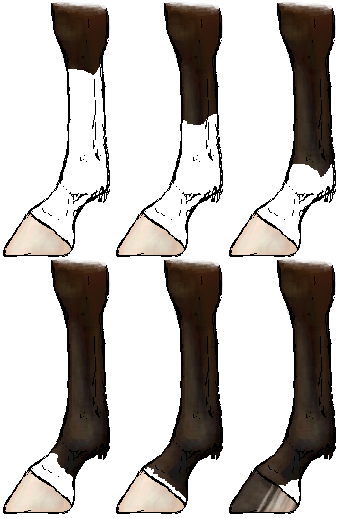
Calçats. A dalt, d'esquerra a dreta: calçat de tota la canya, calçat fins a mitja canya, calçat fins a la garreta. A baix: calçat al travador, corona calçada, calçat parcial al travador

Els bausans són marques blanques singulars a les potes dels cavall. Acostumen a classificar-se en funció del punt de la pota més alt a on arriba el blanc. En general quan el blanc és a tocar de l'unglot aquest és de tonalitat molt clara (unglot "blanc"). Si l'unglot correspon a una part blanca parcial o erminiada pot ser de dues tonalitats diferents, fosca i clara respectivament (d'acord amb la tonalitat dels pèls immediats). En certs pelatges, especialment els lleopard, els unglots poden ser amb bandes de color verticals fosques i clares.
Els tipus de bausans són :
- Calçat a la corona, corona calçada (poc blanc)
- Calçat al travador (més blanc que l'anterior)
- Calçat fins a la garreta (més blanc que l'anterior)
- Calçat fins a mitja canya (més blanc que l'anterior) ATENCIÓ !: Quan el blanc de la pota arriba al genoll o més amunt, se suposa que és degut a un patró clapat
- Calçat que no envolta del tot la pota
- Braçalet, que envolta la pota però no arriba a la corona
- Erminiat, total o parcial (taca fosca a la corona, entre el bausà i l'unglot)

Altres termes utilitzats per descriure les marques blanques a les potes:
- "Irregular": Una marca dins dels límits amplis d'una altura determinada, però amb les vores desiguals de manera significativa. Indicat pel punt blanc més alt. Sovint s'utilitza per descriure certs tipus de mitjanes.
- "Parcial": Una marca irregular que només s'estén fins a una part de la pota fins a mitjana alçada, de vegades amb l'altre costat de la pota fosc. En general s'utilitza per descriure els "mitjons" i altres marques curtes.
- "Mitjana": les mitjanes blanques que s'estenen per sobre del genoll o del garró, algunes vegades s'estenen fins al flanc o l'abdomen, considerada característica del patró de color sabino.

### Marques facials

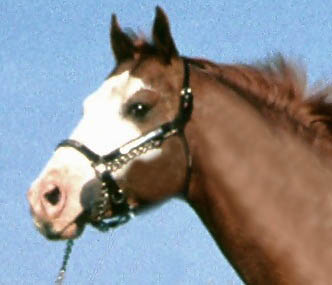
Cavall "baldfaced"
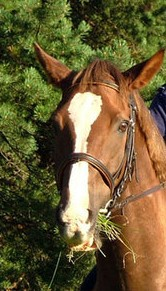
Cavall amb un estel gran
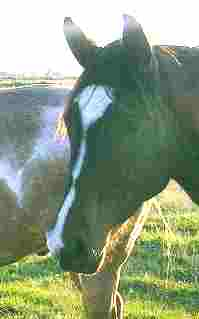
Cavall amb una estrella amb una ratlla interrompuda
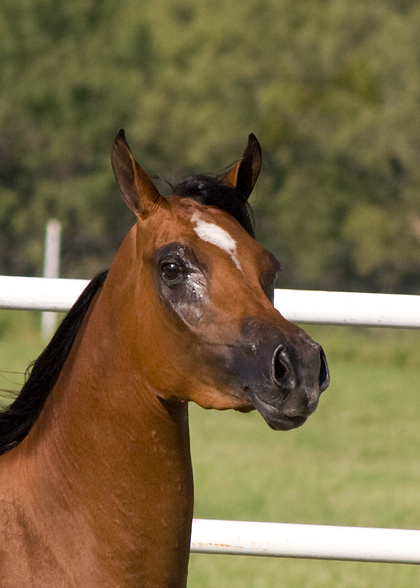
Cavall amb un "estel"

### Marques a les potes

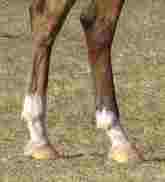
Marca menor que de vegades es diu "esperó" o "mitjó", la marca més alta és clarament un mitjó
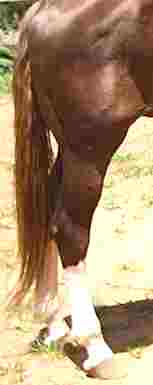
Una "mitjana"
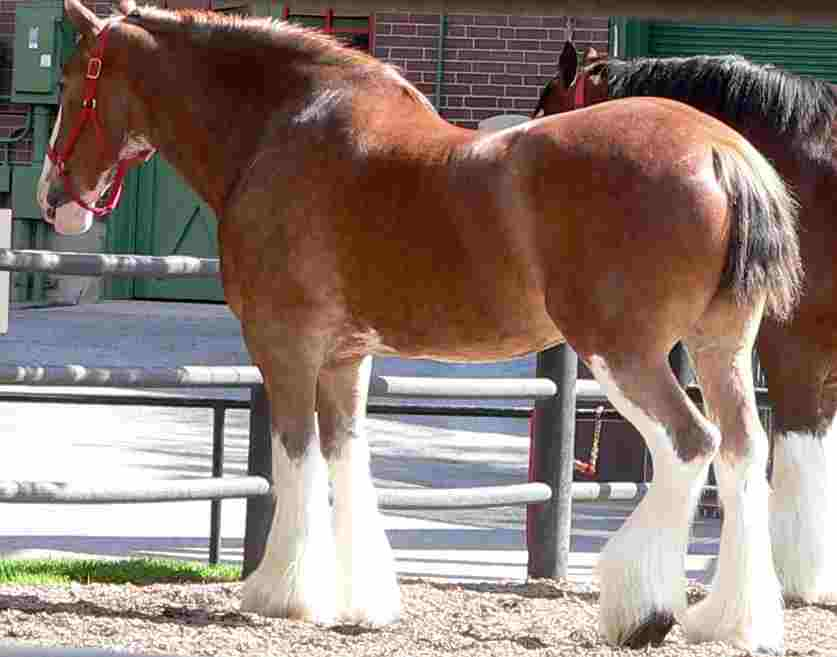
Cavall amb "mitges blanques" en les quatre potes
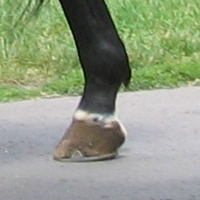
Una marca de "corona"

## Marques no blanques

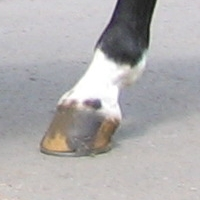
Marques ermini, sobre del casc.

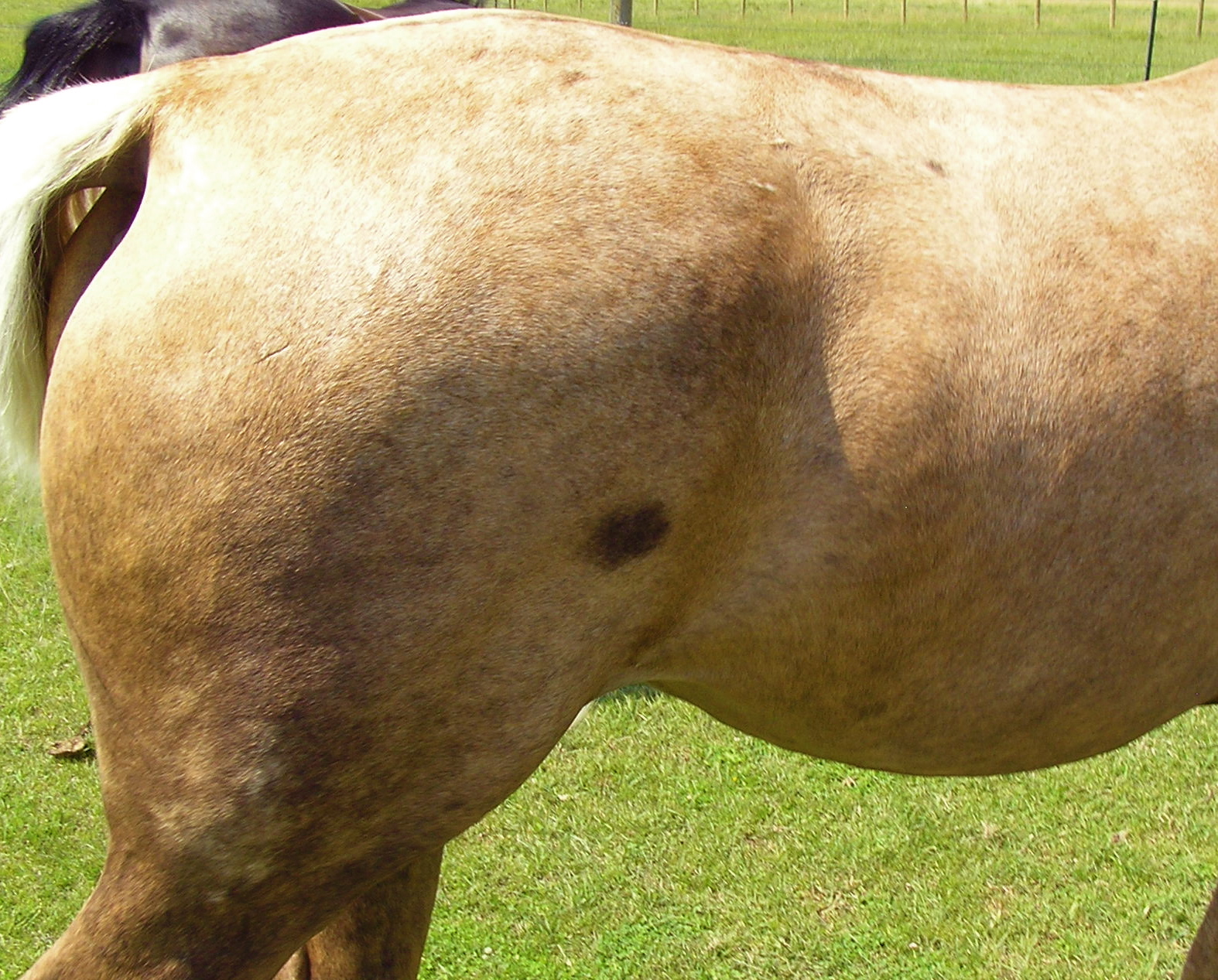
Un Bend-Or Spot

- Bend-Or: lleu tacat fosc, generalment s'observa en els cavalls amb un color de pelatge Castany o Palomino.

- Marques d'ermini: L'aparició de marques negres sobre blanc, amb més freqüència en les marques de la pota just per sobre del casc.

- "Medicine hat": un tipus inusual de cavall pinto en què el cavall té les orelles de to fosc (com un barret al cap), però està rodejat blanc per tot arreu (cap i coll).[5]

- Escut: Un marca pinta fosca en la qual el cavall té un pit de color fosc, envoltat completament per blanc a les espatlles, les potes, el ventre i el coll. De vegades s'utilitza per a descriure el rar exemple d'un cavall amb un cap totalment fosca completament envoltada de blanc.

.

## Altres tipus de marques

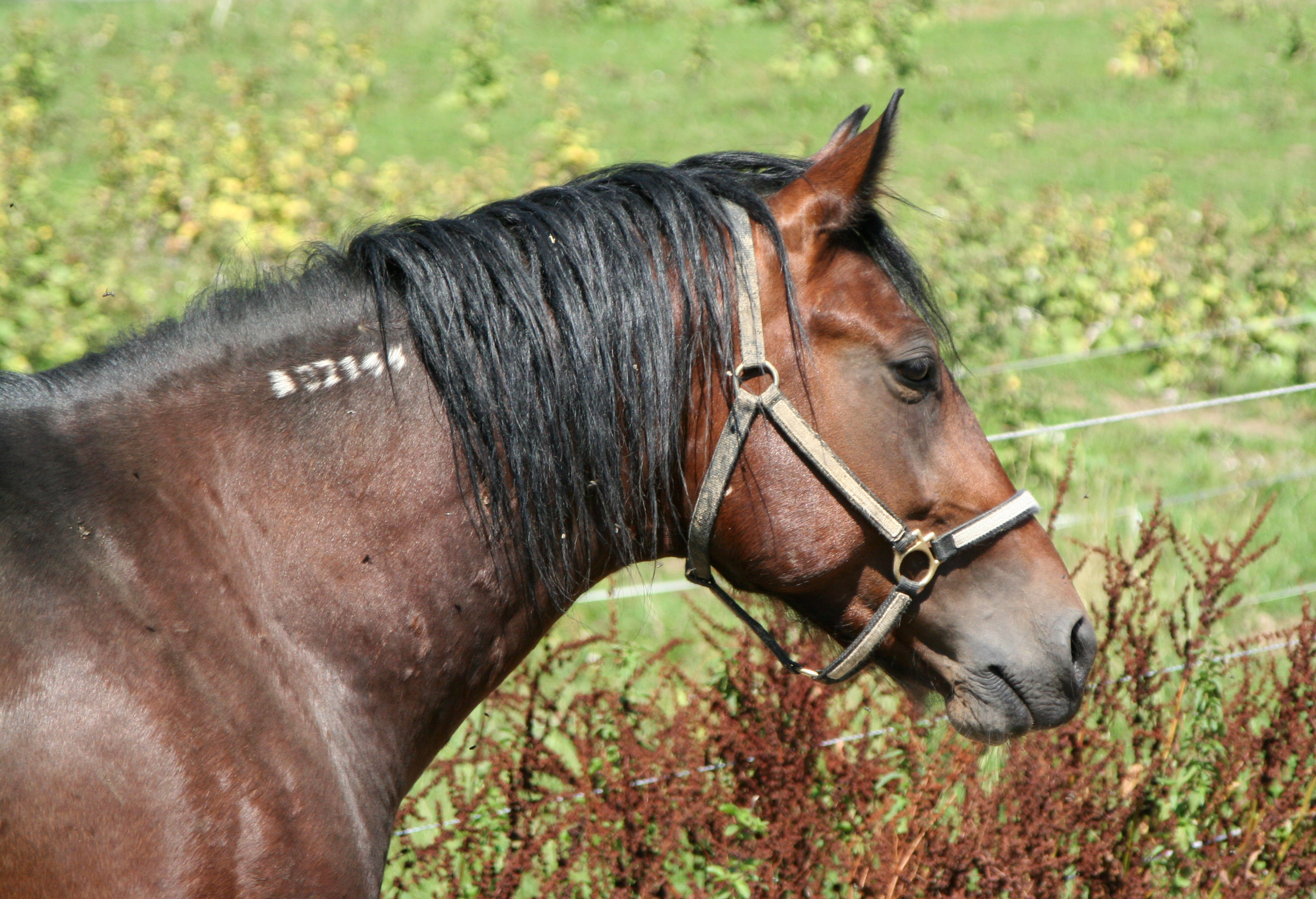
Una taca blanca a la cresta del coll d'un cavall marca creada artificialment per congelació, una forma de marcat per a la identificació anomenada "gairebé sense dolor "per al cavall.

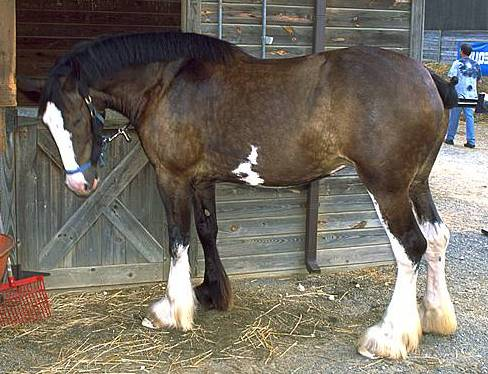
Aquest cavall té un punt en el ventre, un estel i tres mitges

Els cavalls poden tenir punts aïllats del cos no prou grans o nombrosos per qualificar-los com Appaloosa, Pinto o American Paint Horse. Aquestes marques, en general, són anomenades simplement "marques en el cos," a vegades identificades per la localització, és a dir, "marques a la panxa", "marques al costat", etc .. Quan es produeixen aquest tipus de marques aïllades, en general són degudes a l'acció del gen sabino.
Els cavalls poden desenvolupar marques blanques a les zones on es va produir una lesió en l'animal, ja sigui per cobrir cicatrius d'un tall o abrasió, o per reflectir el dany a la pell subjacent o en els nervis. Un tipus comú de dany que produeix taques de pèls blancs són les "marques de cadira de muntar", que són marques rodones o ovalades a banda i banda de la creu (cavall), produït per un pessic de la sella de muntar en ser usada durant un llarg període.
.

## Altres marques identificatives

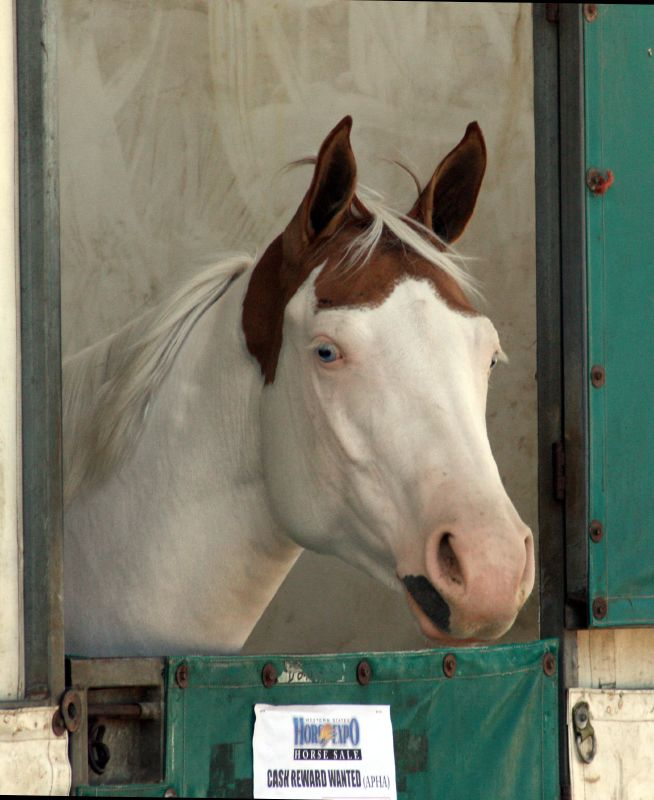
Un tovero amb els ulls blaus i les marques de "Medecine hat".

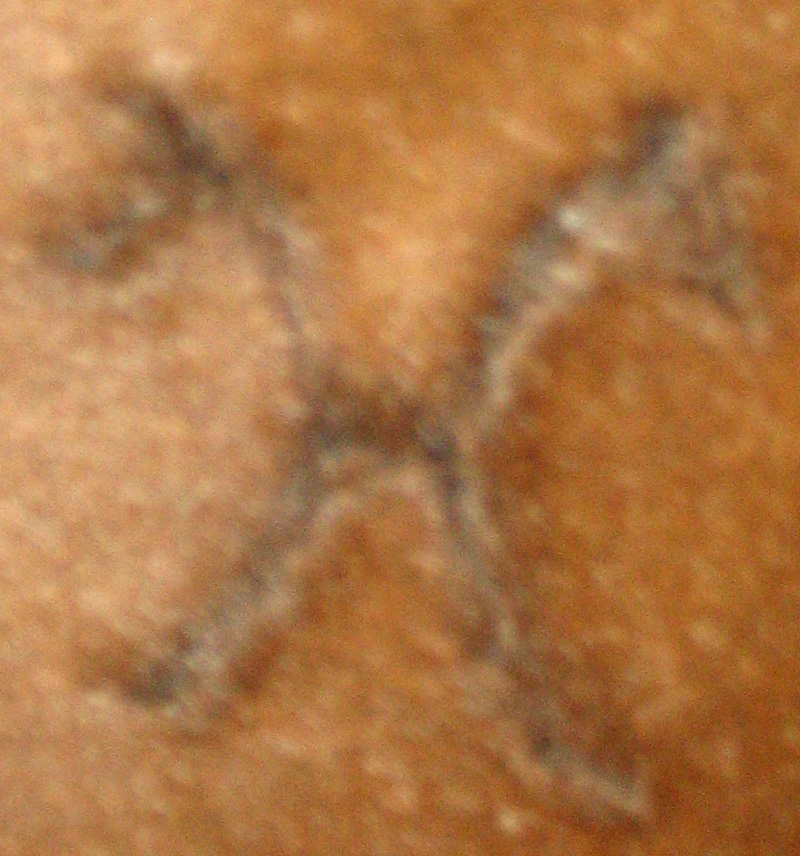
Marca en calent.

Els cavalls poden ser identificats per alguna cosa més que les marques del pelatge. Algunes altres característiques físiques que de vegades es fan servir per distingir un cavall d'un altre són:
- Remolins, coloquialmente coneguts com a "espirals": pegats divergents o convergents de pèl que es troben en qualsevol part del cos, però sobretot al cap, coll, pit o ventre.

- Ulls de "Lluna", ulls de "Xina": Un ull blau. Els cavalls amb els ulls blaus són menys comuns que els cavalls amb els ulls marrons, però poden veure igual de bé.
- Chestnuts : Una zona insensible-com a l'interior de la pota del cavall que té un patró subtil, però únic per a cada cavall. S'ha proposat que els  Chestnuts  es podrien utilitzar com una espècie de "empremta digital" per identificar un cavall, però la idea no s'ha generalitzat en la pràctica, probablement en part pel fet que el  Chestnut  contínuament creix i s'expandeix, de manera que un mesurament precís és un repte.
- "Polzes de profeta", o clotets musculars, són petites esquerdes en el múscul, en general es troben en el coll del cavall.

.